# Vseenost
V  opusu Saša Vuge prelomni roman, saj poleg tradicionalne povojne angažiranosti stilno črpa tudi iz modernizma. Napisan je bil leta 1969, izšel pa je 1972 pri koprski založbi Lipa. Obsega 116.000 besed oz. 24 poglavij na 699 straneh. (COBISS) Napisan je v stilno zahtevnem jeziku, polnem metafor, pripoved pa časovno preskakuje, zato zgodbo razberemo šele iz zadnjih poglavij. Ima resnično osnovo.

## Zgodba
Bivši belogardistični poročnik, Mohor Mrak (lahko avtorjev alter ego), apatično spremlja pehanje za smislom zavoženih posameznikov, katerih preteklost dobro pozna. Njegovo pripovedovanje prekinjajo pisma "ljubljeni" v Pariz.
Mohor Mrak se po 2. svetovni vojni z Gorogrančevo kočijo pripelje v neimenovano slovensko mesto. Od gostilne Okupator (med vojno je bila tam mučilnica) gre v neko stanovanje, kjer klub Flemingo prireja orgijo. Ob prihodu Mrak najde samokres, ki pripada devetnajstletni Krinki. Vzela ga je očetu Kacinu med pobegom od doma, ko jo je obtožil sramotenja družine zaradi splava, ki ga je v resnici skrivaj imela njena mati. Kacin je bil stari partizanski veljak, zaročen s Krinkino teto, ki se je med njegovim partizanskim služenjem naveličala čakanja. Odšla je v svet, pričakala pa ga je njena sestra, ki se je z njim poročila in imela Krinko. Kacin je med vojno z Burjevestnikom zagrešil poboj 7 nedolžnih slovenskih kmetov, kar mu je očitala tudi žena. Za to je izvedela od Burjevestnika, s katerim je ljubimkala pri Okupatorju. Kacin je krivdo prelagal nanj, nekega dne pa ju je oba ustrelil pred Okupatorjem.
Mohor v pismih skojevki, s katero je v delovni brigadi prijateljeval, pripoveduje, kako je začel ljubimkati s Kacinovo ženo, na nekem seniku med občinsko proslavo. 
Pripoveduje tudi zgodbo o krepkem Primorcu Milutinu, ki je ob vrnitvi iz balkanske vojne od Okupatorja želel uniformo, da bi lahko šel na Koroško. Po Milutinovi obljubi, da mu jo bo še odplačal, jo je Okupator posodil. Milutin je iz 1. svetovne vojne ohranil značko slovenskega Korotana, ki jo je tudi pokazal, ko se je brez nog znašel v bolniški sobi skupaj s poročnikom Kacinom.
Po naporni noči sprevrženih seksualnih igric v klubu, od katerih se Mrak in Krinka distancirata, čeprav sta tam prostovoljno, ju kočijaž Gorogranec odpelje stran - na pokopališče (Krinka gre na grob svojih staršev).

## Kritika, literarna zgodovina
»Ekspresionistični, tudi neorealistični, surrealistični esejistični roman z dogajanjem med drugo svetovno vojno [...] razgrinja ključna vprašanja človeškega življenja. Kakor je sodobno življenje po svoje razbito, tako tudi besedilo tega romana pogreša trdne povezanosti in prave "vsebine"; v bralcu zbuja željo prenikniti v pogovore nastopajočih, [...] - seči v njihova smiselna in nesmiselna početja, stiske, strese, čustva, misli in spoznanja, v njihovo filozofijo, ki se izraža v naslovu: VSEENOST. Ta filozofija pa je lahko izraz skrajne črnogledosti, ki navdaja sodobnega človeka, a tudi izraz nihilističnega razmerja do vsega, kar razume človeštvo doslej s pojmom vrednota [...] Glede na navedeno je svet romana VSEENOST v slovenski književnosti nedvomno posebnost. Zategadelj pa tudi težavno berljivo in razumljivo literarno besedilo.« (Janež 1987: 456–57)
»[Š]e ne do kraja preživeta in presežena preteklost, ki je bila doslej bolj ali manj edini predmet Vugovega pisanja, je zgubila vseobvladujočo vlogo, kajti pridružila se ji je tudi sedanjost, ki jo ta preteklost resda določa, a navzlic temu zmore zaživeti svoje avtohtono življenje, zmore obstajati tudi ob tej preteklosti in ji s tem ustvarja povsem svojevrsten korelativ.« (Trekman 1973: 201)